# Município de Antrim (Ohio)
Localização do Ohio nos E.U.A.
O município de Antrim (em inglês: Antrim Township) é um município localizado no condado de Wyandot no estado estadounidense de Ohio. No ano 2010 tinha uma população de 1243 habitantes e uma densidade populacional de 14,87 pessoas por km².

## Geografia
O município de Antrim encontra-se localizado nas coordenadas 40° 45′ 15″ N, 83° 09′ 28″ O. Segundo a Departamento do Censo dos Estados Unidos, o município tem uma superfície total de 83.58 km², da qual 83,55 km² correspondem a terra firme e (0,04 %) 0,03 km² é água.

## Demografia
Segundo o censo de 2010, tinha 1243 pessoas residindo no município de Antrim. A densidade de população era de 14,87 hab./km².